# عیسی مارگا
عیسی مارگا (انگلیسی: Issa Marega؛ زادهٔ ۲۰ آوریل ۱۹۹۸) بازیکن فوتبال اهل فرانسه است.
از باشگاه‌هایی که در آن بازی کرده‌است می‌توان به باشگاه فوتبال سرکل بروژ اشاره کرد.